# Ар (приток Рейна)
Ар (нем. Ahr) — река в западной Германии, приток Рейна.

## География

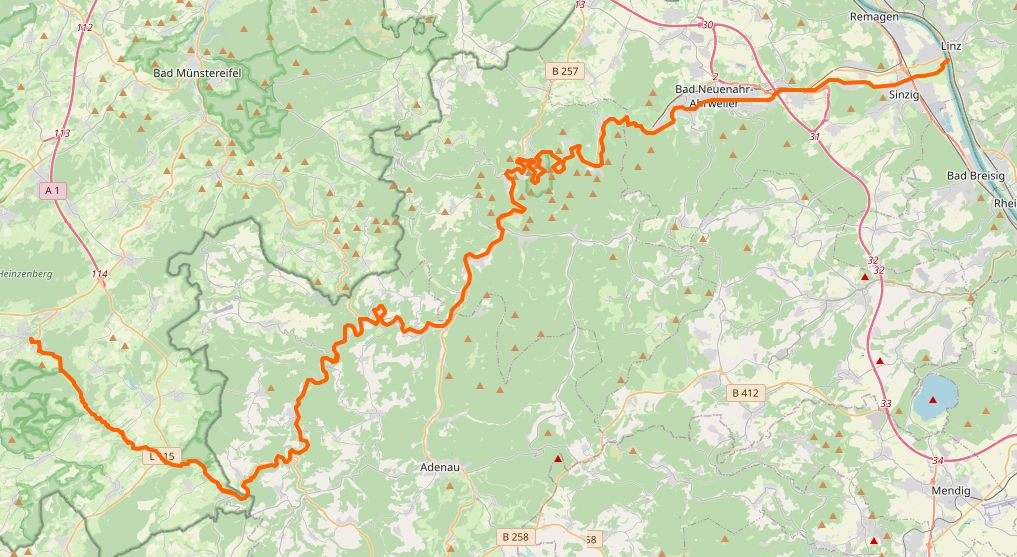

Река Ар является левым притоком Рейна и протекает по землям Северный Рейн-Вестфалия и Рейнланд-Пфальц в Германии. Её исток находится в горном регионе Айфель, в городке Бланкенхайме, что в Северном Рейне-Вестфалия, в подвальчике одного старинного фахверка у подножия замка Бланкенхейм, на высоте в 470 метров над уровнем моря.
На территории Северного Рейна-Вестфалии река Ар течёт в юго-восточном направлении, через долину Арталь, известную как район возделывания чёрного винограда, производящий (в отличие от большинства винодельческих районов Германии) преимущественно красные вина. Эта территория является природоохранной зоной — так же, как и устье реки Ар в месте её впадения в Рейн.
После пересечения границы между Северным Рейном-Вестфалией и Рейнланд-Пфальцем река поворачивает на северо-восток и в городе Ремаген впадает в Рейн. Высота устья — 50 метров над у.м. Общая протяжённость реки составляет около 85 км.
Река Ар имеет несколько притоков (Трирбах, Арбах, Харбах, Зарбах и др.). Длина её составляет около 89 километров. По территории Северного Рейна-Вестфалии она течёт на протяжении 21 километра, в Рейнланд-Пфальце — 69 километров. Вместе со своими притоками её бассейн составляет около 900 км² и является системой водного снабжения для горного региона Восточный Айфель.